# دانشگاه ایالتی پیتزبورگ
دانشگاه ایالتی پیتزبورگ (به انگلیسی: Pittsburg State University) یک دانشگاه عمومی است با بیش از ۷۰۰۰ دانشجو که در «پیتزبورگ» ایالت «کانزاس» قرار دارد. 
اکثر دانشجویان از ساکنان اطراف «پیتزبورگ» بوده و حدود ۸۹ درصد دانشجویان دانشگاه آمریکایی می‌باشند. 
نسبت دانشجویان دانشگاه به هیئت علمی دانشگاه ۱۸ به یک می‌باشد.
بودجه سالیانه دانشگاه بالغ بر ۶۵ میلیون دلار است.
این دانشگاه 2 سال پیاپی به عنوان بهترین دانشگاه دنیا دررشته فلسفه انتخاب شده است.